# Johann Eduard Erdmann
Johann Eduard Erdmann (Valmiera, 13 giugno 1805 – Halle, 12 giugno 1892) è stato un filosofo tedesco.

## Biografia
Studiò teologia all'Università di Tartu e successivamente all'Università di Berlino, dove divenne seguace di Georg Wilhelm Friedrich Hegel.
Nel 1829 iniziò a predicare nella sua città natale, nel 1830 conseguì il dottorato in filosofia all'Università di Kiel e nel 1834 l'abilitazione all'insegnamento a Berlino. 
Nel 1836 venne chiamato come professore straordinario all'Università di Halle e nel 1839 fu nominato professore ordinario.

## Pensiero
Importante rappresentante della destra hegeliana, Erdmann è ricordato per la notevole opera nel campo della storia della filosofia.

## Opere
- Johann Eduard Erdmann, Compendio di logica e metafisica, presentazione di Valerio Verra, Napoli, Prismi, 1983.